# Coupe du monde de biathlon 1995-1996
Navigation
Édition précédente Édition suivante
La 19e édition de la Coupe du monde de biathlon débute le 7 décembre 1995 à Östersund et se conclut le 17 mars 1996 à Hochfilzen. Les Championnats du monde (comptant également pour la Coupe du monde) ont lieu à Ruhpolding (Allemagne). Le Russe Vladimir Dratchev remporte le classement général devant Viktor Maïgourov, alors qu'Emmanuelle Claret remporte le globe de cristal devant Uschi Disl.

## Classements

### Classements généraux
| Rang | Nom                  | Points | Victoire(s) |
| ---- | -------------------- | ------ | ----------- |
| 1    | Vladimir Dratchev    | 276    | 5           |
| 2    | Viktor Maïgourov     | 204    | 1           |
| 3    | Sven Fischer         | 184    | 2           |
| 4    | Pieralberto Carrara  | 166    |             |
| 5    | Ludwig Gredler       | 162    | 2           |
| 6    | Sergey Tarasov       | 159    | 1           |
| 7    | Ricco Groß           | 157    |             |
| 8    | Frank Luck           | 150    |             |
| 9    | Ole Einar Bjørndalen | 141    | 1           |
| 10   | Alexei Kobelev       | 137    |             |

| Rang | Nom                     | Points | Victoire(s) |
| ---- | ----------------------- | ------ | ----------- |
| 1    | Emmanuelle Claret       | 226    | 2           |
| 2    | Uschi Disl              | 212    | 4           |
| 3    | Petra Behle             | 191    | 1           |
| 4    | Andreja Koblar          | 187    | 1           |
| 5    | Magdalena Forsberg      | 178    | 1           |
| 6    | Florence Baverel-Robert | 173    |             |
| 7    | Nathalie Santer         | 173    |             |
| 8    | Anne Briand             | 170    |             |
| 9    | Svetlana Paramyguina    | 157    | 1           |
| 10   | Olga Melnik             | 157    |             |

### Classement par discipline

#### Individuel
| Rang | Nom               | Points |
| ---- | ----------------- | ------ |
| 1    | Vladimir Dratchev | 132    |
| 2    | Sergey Tarasov    | 92     |
| 3    | Viktor Maïgourov  | 92     |
| 4    | Frank Luck        | 88     |
| 5    | Ricco Groß        | 86     |

| Rang | Nom                | Points |
| ---- | ------------------ | ------ |
| 1    | Andreja Koblar     | 109    |
| 2    | Emmanuelle Claret  | 108    |
| 3    | Uschi Disl         | 99     |
| 4    | Magdalena Forsberg | 94     |
| 5    | Nathalie Santer    | 92     |

#### Sprint
| Rang | Nom               | Points |
| ---- | ----------------- | ------ |
| 1    | Vladimir Dratchev | 144    |
| 2    | Ludwig Gredler    | 129    |
| 3    | Viktor Maïgourov  | 112    |
| 4    | Sven Fischer      | 111    |
| 5    | René Cattarinussi | 107    |

| Rang | Nom                  | Points |
| ---- | -------------------- | ------ |
| 1    | Emmanuelle Claret    | 118    |
| 2    | Uschi Disl           | 115    |
| 3    | Petra Behle          | 103    |
| 4    | Svetlana Paramyguina | 87     |
| 5    | Corinne Niogret      | 86     |

#### Relais
| Rang | Nation      | Points |
| ---- | ----------- | ------ |
| 1    | Russie      | 120    |
| 2    | Norvège     | 102    |
| 3    | Allemagne   | 102    |
| 4    | Biélorussie | 96     |
| 5    | France      | 84     |

| Rang | Nation    | Points |
| ---- | --------- | ------ |
| 1    | Allemagne | 116    |
| 1    | France    | 116    |
| 3    | Norvège   | 98     |
| 4    | Ukraine   | 95     |
| 5    | Russie    | 90     |

## Calendrier et podiums

### Femmes
| 1. Östersund (7 décembre 1995 - 10 décembre 1995) |                     |                                                                     |                                                                            |                                                                                           |
| Date                                              | Épreuve             | Vainqueur                                                           | Seconde                                                                    | Troisième                                                                                 |
| 7/12/1995                                         | Individuel (15 km)  | Uschi Disl                                                          | Tetyana Vodopyanova                                                        | Magdalena Forsberg                                                                        |
| 9/12/1995                                         | Sprint (7,5 km)     | Svetlana Paramyguina                                                | Olga Melnik                                                                | Mari Lampinen                                                                             |
| 10/12/1995                                        | Relais (4 × 7,5 km) | Allemagne- Uschi Disl - Katrin Apel - Martina Zellner - Petra Behle | Russie- Olga Anissimova - Olga Melnik - Galina Koukleva - Irina Mileschina | Ukraine- Tetyana Vodopyanova - Olena Petrova - Olena Zubrilova - Valentina Tserbe-Nessina |

| 2. Oslo Holmenkollen (14 décembre 1995 - 17 décembre 1995) |                     |                                                                     |                                                                                              |                                                                                     |
| Date                                                       | Épreuve             | Vainqueur                                                           | Seconde                                                                                      | Troisième                                                                           |
| 14/12/1995                                                 | Individuel (15 km)  | Uschi Disl                                                          | Petra Behle                                                                                  | Soňa Mihoková                                                                       |
| 16/12/1995                                                 | Sprint (7,5 km)     | Magdalena Forsberg                                                  | Petra Behle                                                                                  | Svetlana Paramyguina                                                                |
| 17/12/1995                                                 | Relais (4 × 7,5 km) | Allemagne- Uschi Disl - Katrin Apel - Martina Zellner - Petra Behle | Norvège- Ann-Elen Skjelbreid - Annette Sikveland - Hildegunn Mikkelsplass - Liv Grete Poirée | France- Corinne Niogret - Florence Baverel-Robert - Emmanuelle Claret - Anne Briand |

| 3. Antholz Anterselva (11 janvier 1996 - 14 janvier 1996) |                     |                                                                                     |                                                                                |                                                                              |
| Date                                                      | Épreuve             | Vainqueur                                                                           | Seconde                                                                        | Troisième                                                                    |
| 11/01/1996                                                | Individuel (15 km)  | Uschi Disl                                                                          | Andreja Koblar                                                                 | Petra Behle                                                                  |
| 13/01/1996                                                | Sprint (7,5 km)     | Uschi Disl                                                                          | Emmanuelle Claret                                                              | Magdalena Forsberg                                                           |
| 14/01/1996                                                | Relais (4 × 7,5 km) | France- Corinne Niogret - Florence Baverel-Robert - Emmanuelle Claret - Anne Briand | Allemagne- Uschi Disl - Simone Greiner-Petter-Memm - Katrin Apel - Petra Behle | Ukraine- Tetyana Vodopyanova - Nina Lemesh - Olena Petrova - Olena Zubrilova |

| 4. Osrblie (18 janvier 1996 - 21 janvier 1996) |                    |                                                                                              |                                                                                     |                                                                         |
| Date                                           | Épreuve            | Vainqueur                                                                                    | Seconde                                                                             | Troisième                                                               |
| 18/01/1996                                     | Individuel (15 km) | Andreja Koblar                                                                               | Ann-Elen Skjelbreid                                                                 | Hildegunn Mikkelsplass                                                  |
| 20/01/1996                                     | Sprint (7,5 km)    | Emmanuelle Claret                                                                            | Florence Baverel-Robert                                                             | Andreja Koblar                                                          |
| 21/01/1996                                     | Équipe (7,5 km)    | Norvège- Liv Grete Poirée - Hildegunn Mikkelsplass - Annette Sikveland - Ann-Elen Skjelbreid | France- Emmanuelle Claret - Anne Briand - Florence Baverel-Robert - Corinne Niogret | Finlande- Eija Salonen - Katja Holanti - Annukka Mallat - Mari Lampinen |

|                                                                            |                     |                                                                                |                                                                                     |                                                                                           |
| Championnats du monde 1996 à Ruhpolding (3 février 1996 - 11 février 1996) |                     |                                                                                |                                                                                     |                                                                                           |
| Date                                                                       | Épreuve             | Vainqueur                                                                      | Seconde                                                                             | Troisième                                                                                 |
| 3/2/1996                                                                   | Individuel (15 km)  | Emmanuelle Claret                                                              | Olga Melnik                                                                         | Olena Petrova                                                                             |
| 6/2/1996                                                                   | Équipe (7,5 km)     | Allemagne- Katrin Apel - Petra Behle - Uschi Disl - Simone Greiner-Petter-Memm | Ukraine- Tetyana Vodopyanova - Olena Petrova - Olena Zubrilova - Nina Lemesh        | France- Anne Briand - Corinne Niogret - Florence Baverel-Robert - Emmanuelle Claret       |
| 8/2/1996                                                                   | Sprint (7,5 km)     | Olga Romasko                                                                   | Ann-Elen Skjelbreid                                                                 | Magdalena Forsberg                                                                        |
| 10/2/1996                                                                  | Relais (4 × 7,5 km) | Allemagne- Uschi Disl - Simone Greiner-Petter-Memm - Katrin Apel - Petra Behle | France- Corinne Niogret - Florence Baverel-Robert - Emmanuelle Claret - Anne Briand | Ukraine- Tetyana Vodopyanova - Valentina Tserbe-Nessina - Olena Petrova - Olena Zubrilova |
|                                                                            |                     |                                                                                |                                                                                     |                                                                                           |

| 5. Pokljuka (7 mars 1996 - 10 mars 1996) |                     |                                                                                     |                                                                                | |
| Date                                     | Épreuve             | Vainqueur                                                                           | Seconde                                                                        | Troisième                                                                                          |
| 7/03/1996                                | Individuel (15 km)  | Tetyana Vodopyanova                                                                 | Natalia Permiakova                                                             | Katrin Apel                                                                                        |
| 9/03/1996                                | Sprint (7,5 km)     | Petra Behle                                                                         | Uschi Disl                                                                     | Yu Shumei                                                                                          |
| 10/03/1996                               | Relais (4 × 7,5 km) | France- Florence Baverel-Robert - Emmanuelle Claret - Anne Briand - Corinne Niogret | Allemagne- Uschi Disl - Simone Greiner-Petter-Memm - Katrin Apel - Petra Behle | Norvège- Ann-Elen Skjelbreid - Annette Sikveland - Hildegunn Mikkelsplass - Gunn Margit Andreassen |

| 6. Hochfilzen (14 mars 1996 - 17 mars 1996) |                     |                                                                                     | |                                                                                |
| Date                                        | Épreuve             | Vainqueur                                                                           | Seconde                                                                                            | Troisième                                                                      |
| 14/03/1996                                  | Individuel (15 km)  | Simone Greiner-Petter-Memm                                                          | Myriam Bédard                                                                                      | Florence Baverel-Robert                                                        |
| 16/03/1996                                  | Sprint (7,5 km)     | Soňa Mihoková                                                                       | Yu Shumei                                                                                          | Simone Greiner-Petter-Memm                                                     |
| 17/03/1996                                  | Relais (4 × 7,5 km) | France- Florence Baverel-Robert - Emmanuelle Claret - Anne Briand - Corinne Niogret | Norvège- Ann-Elen Skjelbreid - Annette Sikveland - Hildegunn Mikkelsplass - Gunn Margit Andreassen | Allemagne- Uschi Disl - Simone Greiner-Petter-Memm - Katrin Apel - Petra Behle |

### Hommes
| 1. Östersund (7 décembre 1995 - 10 décembre 1995) |                     |                                                                                 |                                                                   |                                                                                    |
| Date                                              | Épreuve             | Vainqueur                                                                       | Seconde                                                           | Troisième                                                                          |
| 7/12/1995                                         | Individuel (20 km)  | Vesa Hietalahti                                                                 | Sergey Tarasov                                                    | Pavel Mouslimov                                                                    |
| 9/12/1995                                         | Sprint (10 km)      | Ludwig Gredler                                                                  | Sven Fischer                                                      | Pieralberto Carrara                                                                |
| 10/12/1995                                        | Relais (4 × 7,5 km) | Russie- Viktor Maïgourov - Vladimir Dratchev - Pavel Mouslimov - Alexei Kobelev | Allemagne- Ricco Groß - Mark Kirchner - Frank Luck - Sven Fischer | Autriche- Hannes Obererlacher - Reinhard Neuner - Wolfgang Perner - Ludwig Gredler |

| 2. Oslo Holmenkollen (14 décembre 1995 - 17 décembre 1995) |                     |                                                                                 |                                                                   |                                                                                 |
| Date                                                       | Épreuve             | Vainqueur                                                                       | Seconde                                                           | Troisième                                                                       |
| 14/12/1995                                                 | Individuel (20 km)  | Sven Fischer                                                                    | Mikael Löfgren                                                    | Vladimir Dratchev                                                               |
| 16/12/1995                                                 | Sprint (10 km)      | Sven Fischer                                                                    | Viktor Maïgourov                                                  | Ricco Groß                                                                      |
| 17/12/1995                                                 | Relais (4 × 7,5 km) | Russie- Viktor Maïgourov - Vladimir Dratchev - Sergey Tarasov - Pavel Mouslimov | Allemagne- Ricco Groß - Mark Kirchner - Frank Luck - Sven Fischer | Norvège- Ole Einar Bjørndalen - Egil Gjelland - Frode Andresen - Jon Åge Tyldum |

| 3. Antholz Anterselva (11 janvier 1996 - 14 janvier 1996) |                     |                                                                                 |                                                                                  |                                                                                      |
| Date                                                      | Épreuve             | Vainqueur                                                                       | Seconde                                                                          | Troisième                                                                            |
| 11/01/1996                                                | Individuel (20 km)  | Ole Einar Bjørndalen                                                            | Vladimir Dratchev                                                                | Halvard Hanevold                                                                     |
| 13/01/1996                                                | Sprint (10 km)      | Ludwig Gredler                                                                  | Ole Einar Bjørndalen                                                             | Vladimir Dratchev                                                                    |
| 14/01/1996                                                | Relais (4 × 7,5 km) | Russie- Viktor Maïgourov - Vladimir Dratchev - Sergey Tarasov - Pavel Mouslimov | Biélorussie- Alexei Aidarov - Oleg Ryjenkov - Vadim Sachourine - Alexandre Popov | Italie- René Cattarinussi - Wilfried Pallhuber - Patrick Favre - Pieralberto Carrara |

| 4. Osrblie (18 janvier 1996 - 21 janvier 1996) |                    |                                                                                     |                                                                                   |                                                                              |
| Date                                           | Épreuve            | Vainqueur                                                                           | Seconde                                                                           | Troisième                                                                    |
| 18/01/1996                                     | Individuel (20 km) | Vladimir Dratchev                                                                   | Raphaël Poirée                                                                    | Vesa Hietalahti                                                              |
| 20/01/1996                                     | Sprint (10 km)     | Vladimir Dratchev                                                                   | Ludwig Gredler                                                                    | René Cattarinussi                                                            |
| 21/01/1996                                     | Équipe (10 km)     | Autriche- Wolfgang Perner - Martin Pfurtscheller - Reinhard Neuner - Ludwig Gredler | Norvège- Frode Andresen - Halvard Hanevold - Ole Einar Bjørndalen - Egil Gjelland | Finlande- Paavo Puurunen - Erkki Latvala - Vesa Hietalahti - Ville Räikkönen |

|                                                                            |                     |                                                                                |                                                                                 |                                                                                  |
| Championnats du monde 1996 à Ruhpolding (3 février 1996 - 11 février 1996) |                     |                                                                                |                                                                                 |                                                                                  |
| Date                                                                       | Épreuve             | Vainqueur                                                                      | Seconde                                                                         | Troisième                                                                        |
| 4/2/1996                                                                   | Individuel (20 km)  | Sergey Tarasov                                                                 | Vladimir Dratchev                                                               | Vadim Sachourine                                                                 |
| 6/2/1996                                                                   | Équipe (10 km)      | Biélorussie- Vadim Sachourine - Oleg Ryjenkov - Alexandre Popov - Petr Ivashko | Russie- Viktor Maïgourov - Vladimir Dratchev - Pavel Mouslimov - Sergey Rozhkov | Italie- René Cattarinussi - Pieralberto Carrara - Patrick Favre - Hubert Leitgeb |
| 9/2/1996                                                                   | Sprint (10 km)      | Vladimir Dratchev                                                              | Viktor Maïgourov                                                                | René Cattarinussi                                                                |
| 11/2/1996                                                                  | Relais (4 × 7,5 km) | Russie- Viktor Maïgourov - Vladimir Dratchev - Sergey Tarasov - Alexei Kobelev | Allemagne- Ricco Groß - Peter Sendel - Frank Luck - Sven Fischer                | Biélorussie- Alexei Aidarov - Oleg Ryjenkov - Vadim Sachourine - Alexandre Popov |
|                                                                            |                     |                                                                                |                                                                                 |                                                                                  |

| 5. Pokljuka (7 mars 1996 - 10 mars 1996) |                     |                                                                              |                                                                                    |                                                                     |
| Date                                     | Épreuve             | Vainqueur                                                                    | Seconde                                                                            | Troisième                                                           |
| 7/03/1996                                | Individuel (20 km)  | Sergey Rozhkov                                                               | Vladimir Dratchev                                                                  | Viktor Maïgourov                                                    |
| 9/03/1996                                | Sprint (10 km)      | Vladimir Dratchev                                                            | Viktor Maïgourov                                                                   | Sven Fischer                                                        |
| 10/03/1996                               | Relais (4 × 7,5 km) | Russie- Pavel Mouslimov - Vladimir Dratchev - Eduard Riabov - Alexei Kobelev | Norvège- Ole Einar Bjørndalen - Halvard Hanevold - Frode Andresen - Dag Bjørndalen | Allemagne- Peter Sendel - Frank Luck - Mark Kirchner - Sven Fischer |

| 6. Hochfilzen (14 mars 1996 - 17 mars 1996) |                     |                                                                                    |                                                                                |                                                                                  |
| Date                                        | Épreuve             | Vainqueur                                                                          | Seconde                                                                        | Troisième                                                                        |
| 14/03/1996                                  | Individuel (20 km)  | Viktor Maïgourov                                                                   | Halvard Hanevold                                                               | Vladimir Dratchev                                                                |
| 16/03/1996                                  | Sprint (10 km)      | Vladimir Dratchev                                                                  | Raphaël Poirée                                                                 | Sven Fischer                                                                     |
| 17/03/1996                                  | Relais (4 × 7,5 km) | Norvège- Ole Einar Bjørndalen - Halvard Hanevold - Frode Andresen - Dag Bjørndalen | Russie- Viktor Maïgourov - Alexei Kobelev - Sergey Tarasov - Vladimir Dratchev | Biélorussie- Alexei Aidarov - Oleg Ryjenkov - Alexandre Popov - Vadim Sachourine |